# Арало-Каспийская низменность
Арало-Каспийская низменность — обширная равнина в Центральной Азии вокруг Аральского моря и северной части Каспийского моря.

## Географическое описание

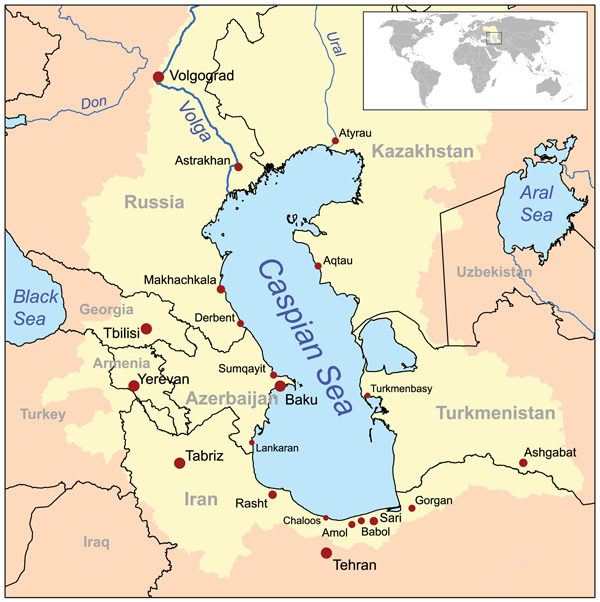
Карта Каспийского и Аральского морей, жёлтым цветом выделен бассейн Каспийского моря

Территория разделена между Азербайджаном, Россией, Казахстаном, Узбекистаном и Туркменистаном. Часть её в пределах бассейна Каспийского моря называется Прикаспийская низменность.
Пустынная часть к востоку от Прикаспийской низменности и Каспийского моря называется Туранская низменность.
Во многих местах равнина покрыта обнаженным лёссом и сыпучими песками.
Климат сухой. Растительность редкая.
Множество солёных озёр, оставшихся после некогда существовавшего на этой территории слабосоленого непроточного внутреннего моря. Постоянно текущие воды отсутствуют. Имеются лишь непродолжительные водотёки после таяния снега и сильных дождей.
Возделывание земель возможно лишь при искусственном орошении.